# Vattängens gård

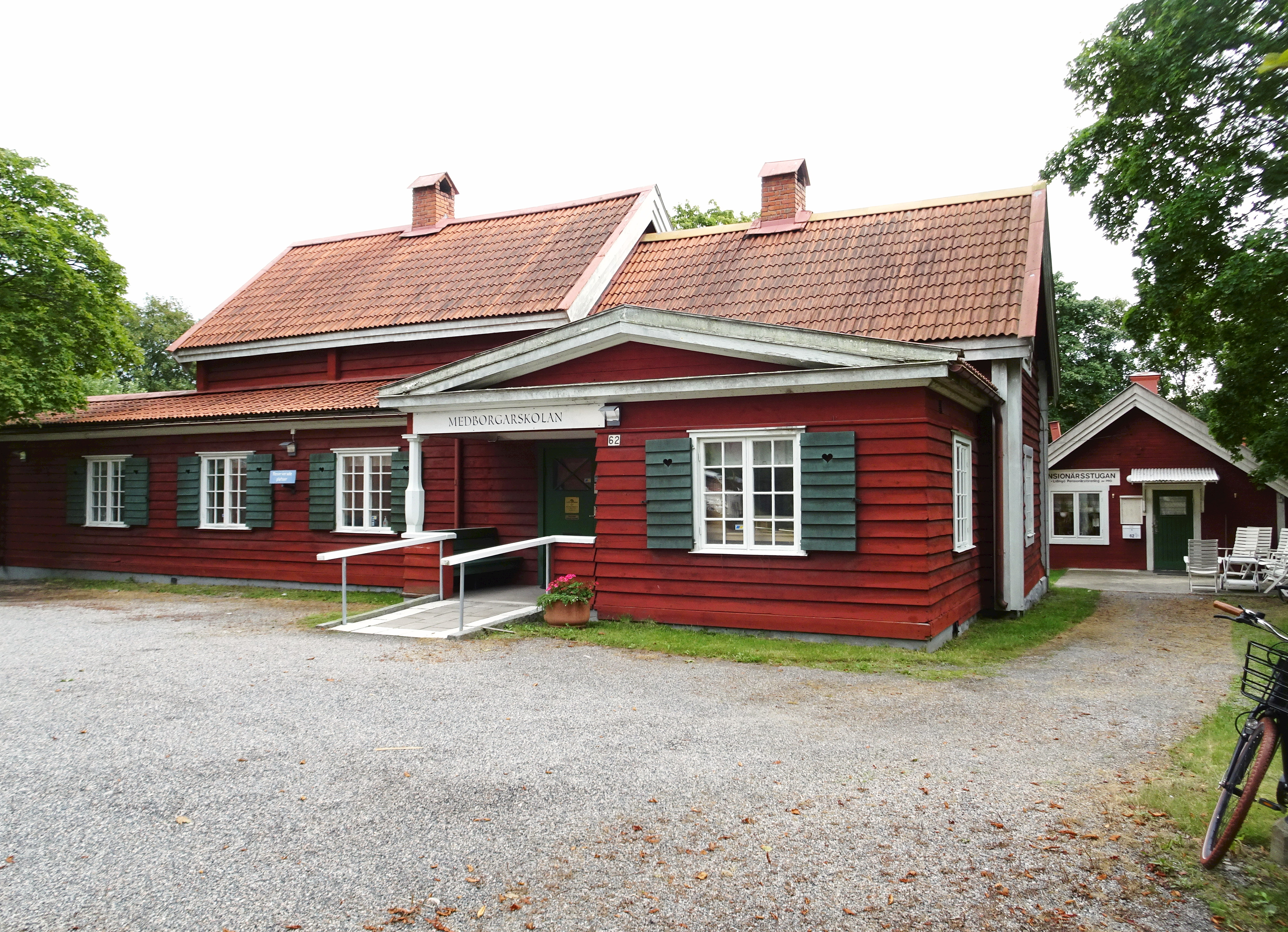
Vattängens huvudbyggnad, fasad mot norr, augusti 2021.

Vattängen (äldre skrivning Wattängen) är en kulturhistoriskt värdefull byggnad vid Stockholmsvägen 62 i kommundelen Hersby i Lidingö kommun. Vattängens gård köptes 1906 av Lidingö villastad och var bolagets första kontor och första förvärv. Byggnaden har i en detaljplan från 1997 fått en Q-märkning vilket innebär att exteriören ej får förvanskas.

## Historik

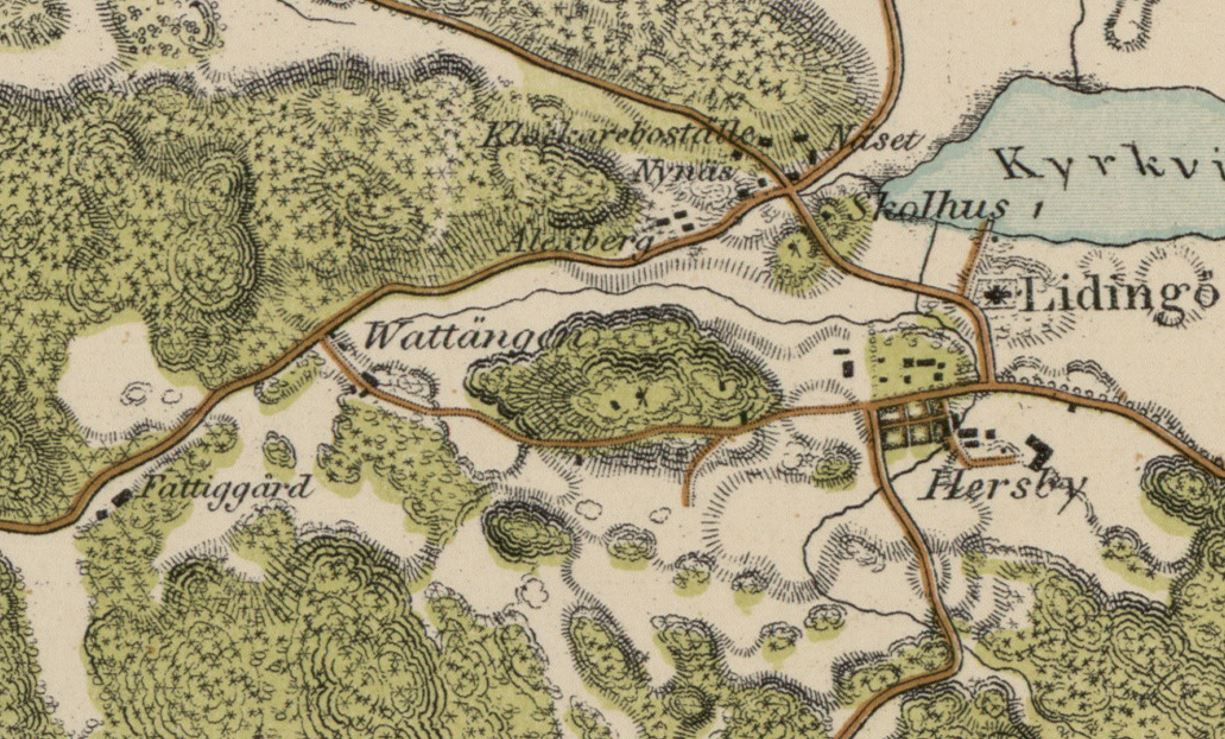
Wattängen och Hersby på 1860-talet.

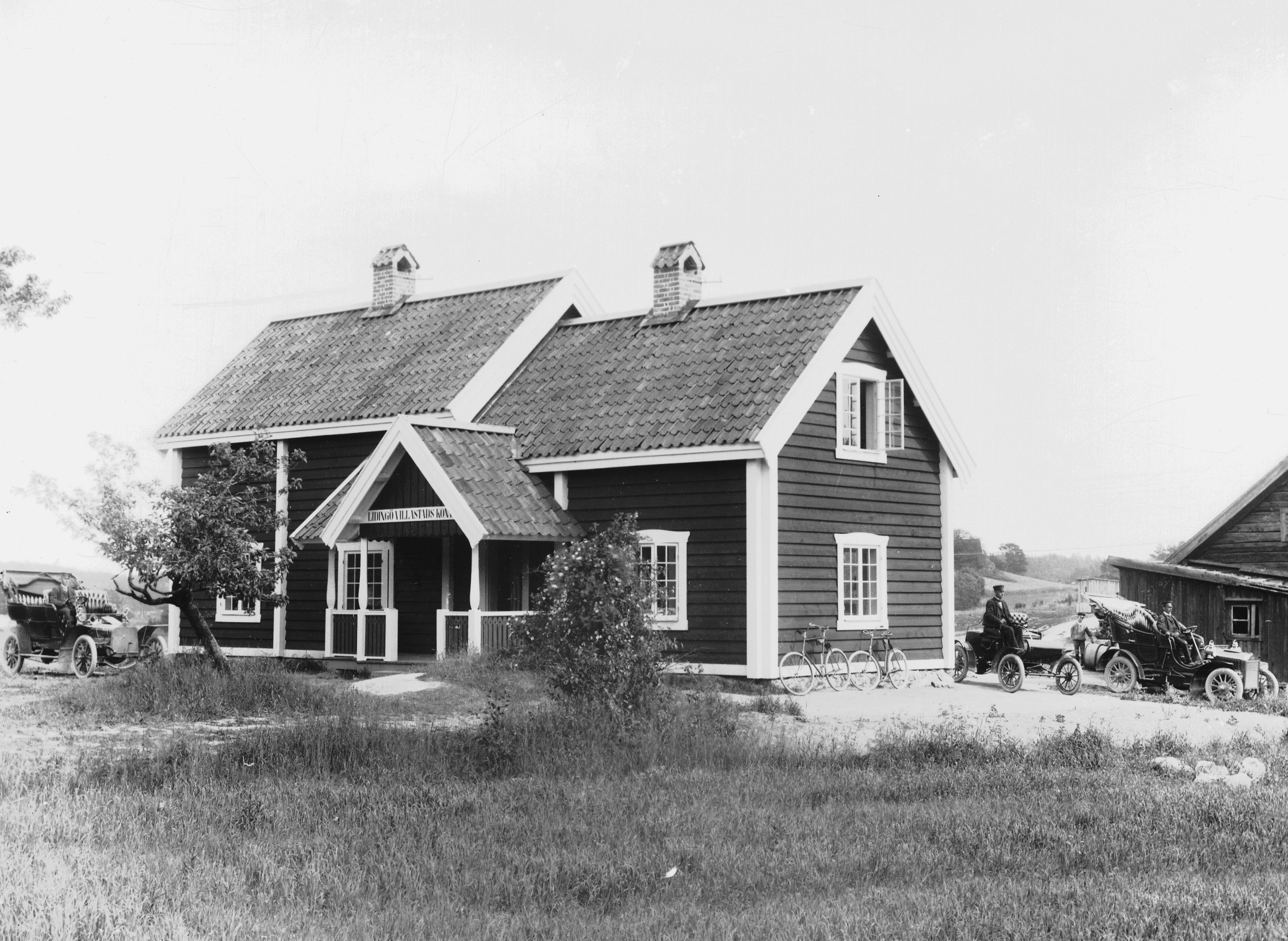
Vattängens huvudbyggnad, Lidingö villastads kontor, fasad mot norr, 1907.

Vattängens gård finns redovisad på den första kända kartan över Lidingö, som är daterad november 1661. Wattängen betyder ”den våta ängen” och har sin bakgrund i en bäck som rann genom området. Gården var ett torp tillhörande Hersby. Vattängens marker omfattade 61 hektar och sträckte sig på norra och södra sidan av nuvarande Stockholmsvägen. Gården var en av Lidingös mindre egendomar, nuvarande huvudbyggnad uppfördes på 1840-talet. 
Vattängen hörde till de stora markförvärv som Lidingö villastad gjorde 1905–1906. Huvudbyggnaden byggdes om 1906 för att passa som kontor till det nybildade villabolaget. Arkitekt var Otilius Österberg som även såg till att byggnaden kunde rymma en småskola. Två år senare fanns också ett postkontor i huset. 1909 lämnade villabolaget Vattängen och etablerade sin verksamhet i ett av Canadaradhusen vid Kyrkviken. 
Villabolaget flyttade dock tillbaka till Vattängen efter några år. Bolagets VD, Hjalmar Arwin, skissade 1920 på en om- och tillbyggnad av mangårdsbyggnaden för att inrymma både villastadens och trafikbolagets kontor. Arkitekt Jacob Gate bearbetade Arwins skisser som godkändes 1925 av kommunen. Då hade dock Arwin redan lämnat villabolaget. 1943 övertog Lidingö stad marken och byggnaden. På 1950-talet följde ännu en ombyggnad för att rymma kommunens olika verksamheter, vilka fanns här fram till mitten av 1970-talet.
Huvudbyggnaden är en envånings träbyggnad med inredd vind. Fasaderna är klädda med liggande bred och rödmålad fjällpanel. Vitmålade breda hörnfoder, vertikala lister, kraftfulla vindskivor och fönstersnickerier med småspröjsade fönster ger byggnaden dess karaktär. Huvudbyggnaden inrymmer idag kansli och kurslokaler för Medborgarskolan. Söder om huvudbyggnaden ligger komplementbyggnaden, två före detta ekonomibyggnader, som är ombyggda och hyrs av Lidingö Pensionärsförening.

## Bilder

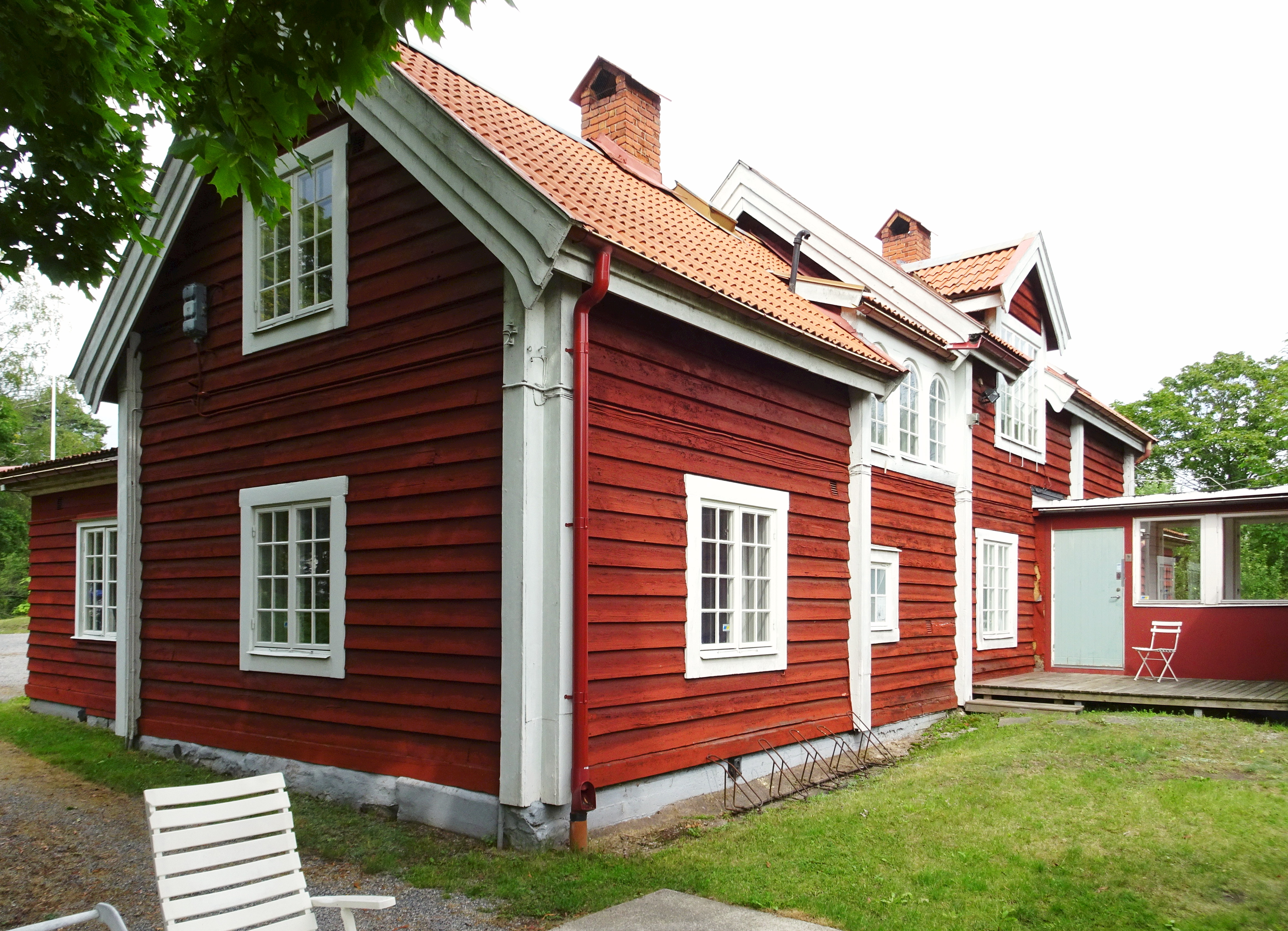
Huvudbyggnad.
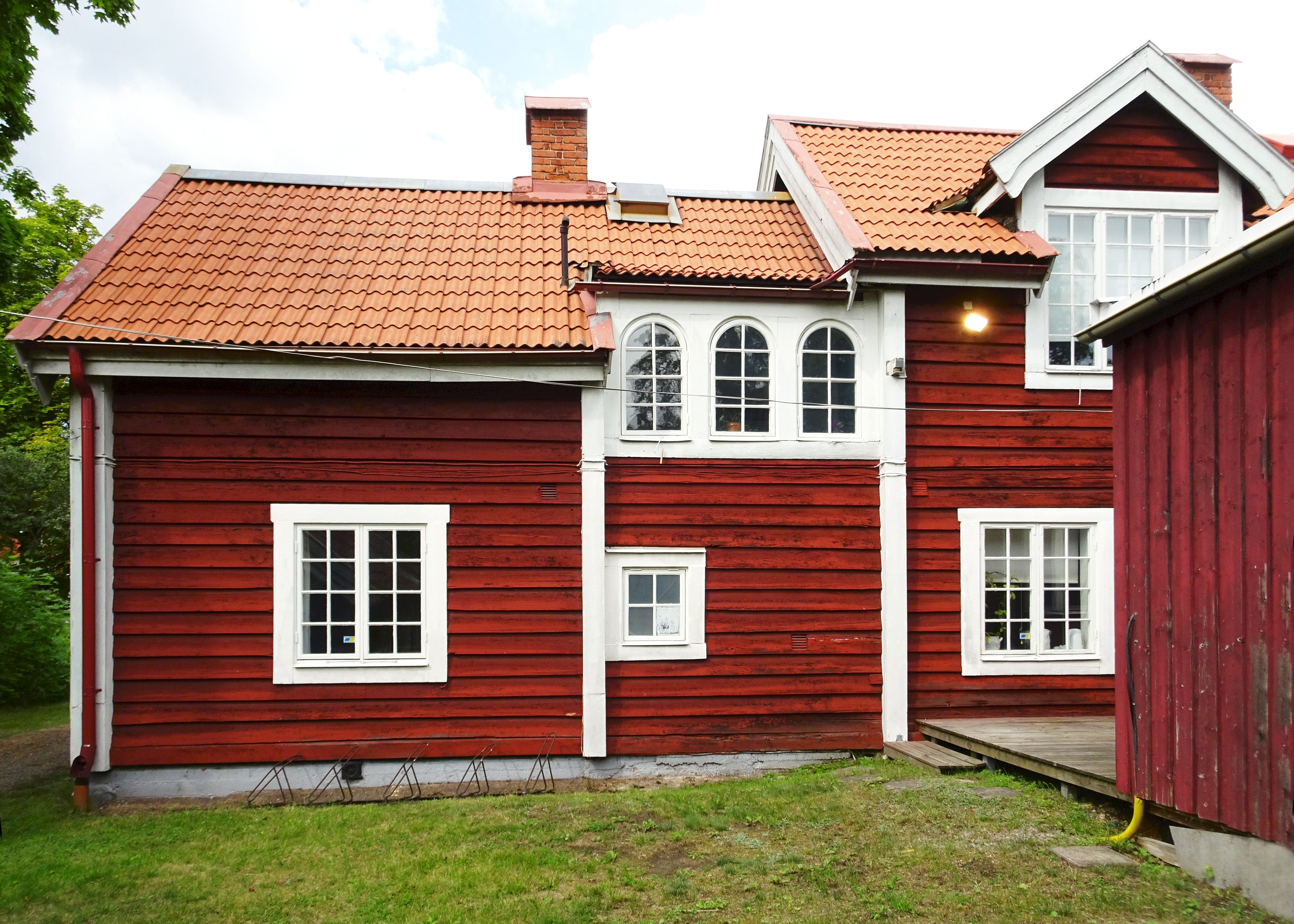
Huvudbyggnad.
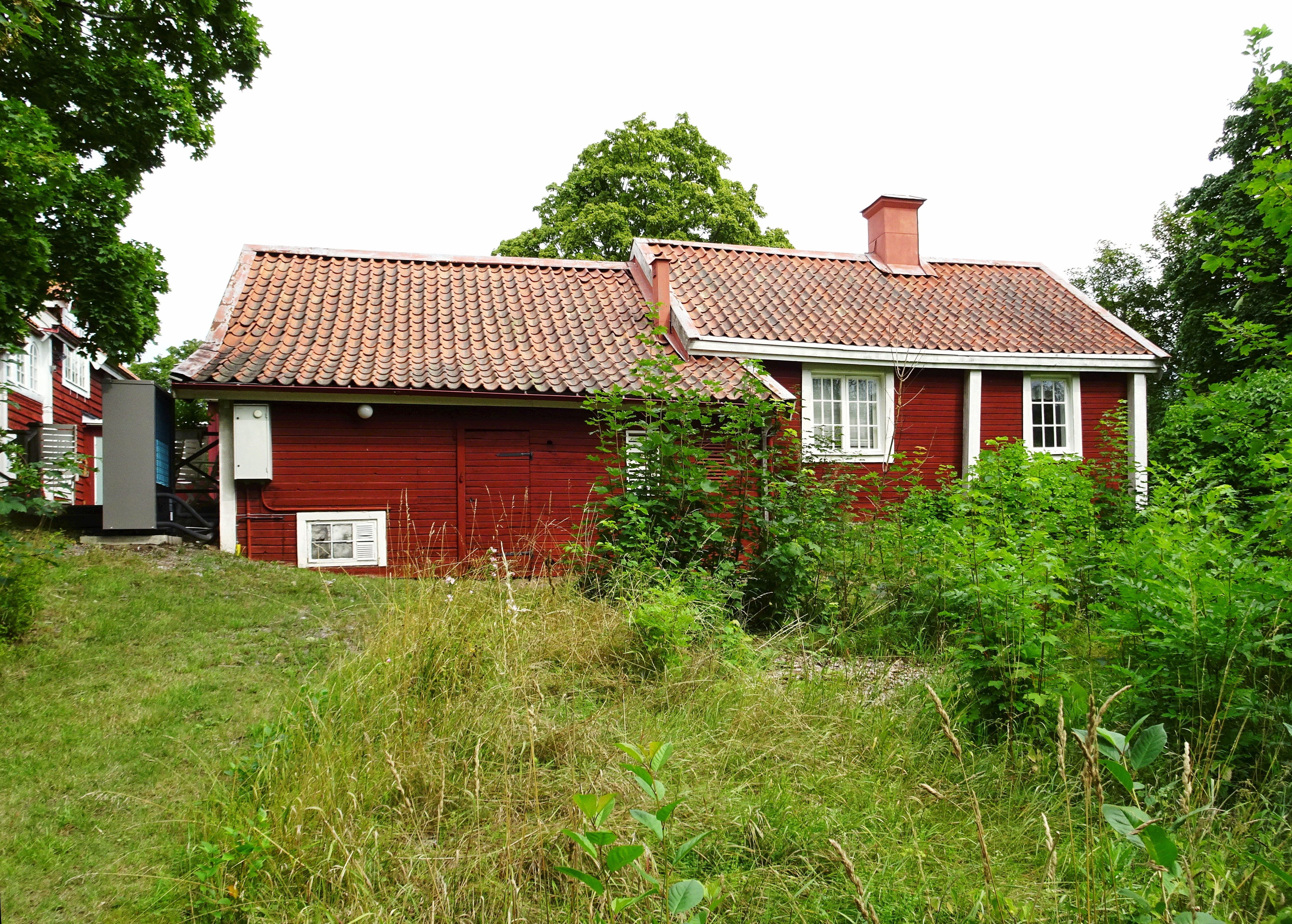
Komplementbyggnad.
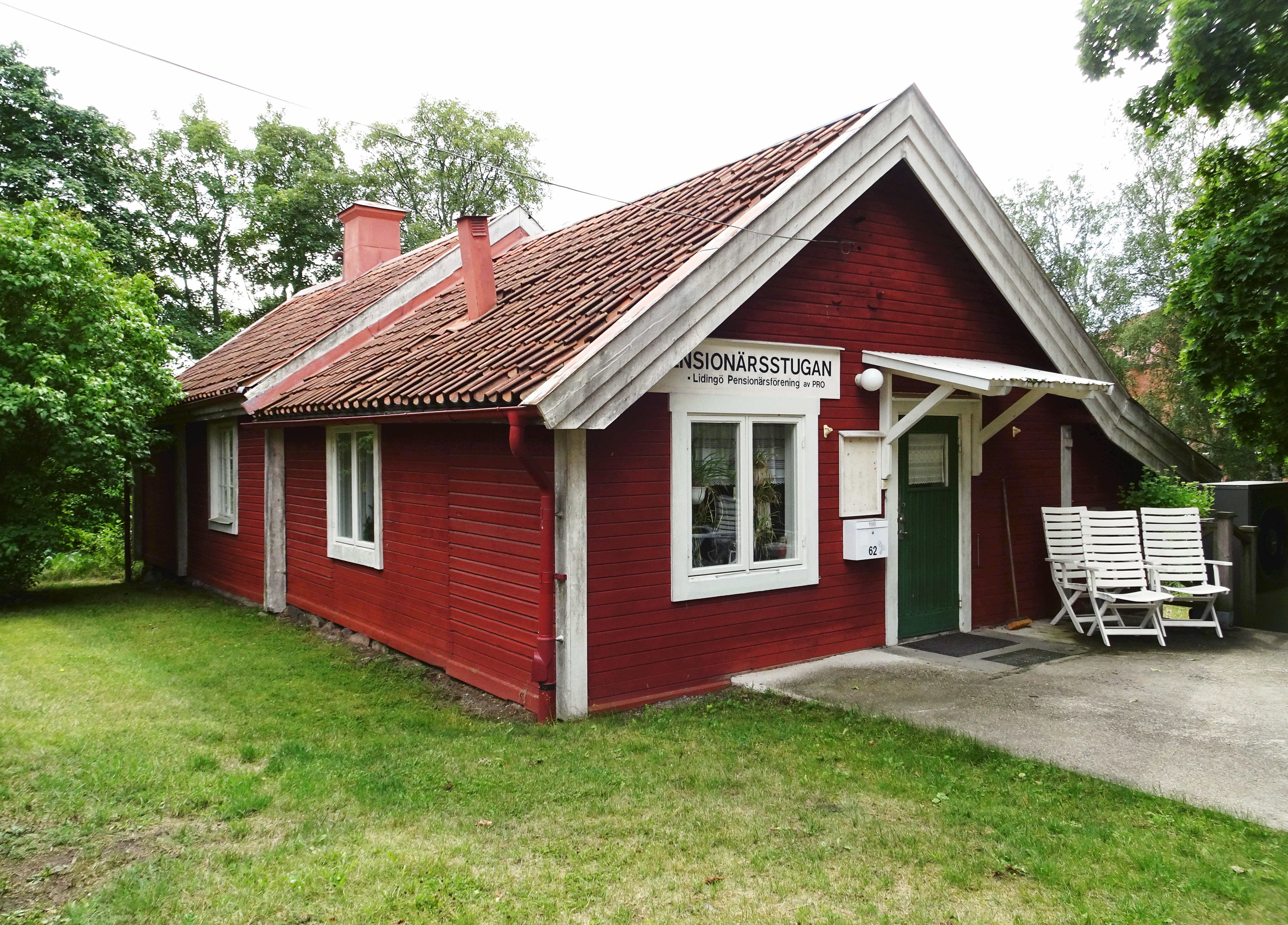
Komplementbyggnad.